# 2013年5月逝世人物列表
2013年逝世人物列表：1月 - 2月 - 3月 - 4月 - 5月 - 6月 - 7月 - 8月 - 9月 - 10月 - 11月 - 12月
2013年5月逝世人物列表，是用于汇总2013年5月期间逝世人物的列表。

## 依日期排序

### 1日
- 克里斯·凱利（英語：Chris Kelly），34歲，1990年代饒舌紅星、饒舌音樂團體克里斯克羅斯二人組（Kris Kross）成員。[1][2]

### 2日
- 傑夫·韓尼曼（英語：Jeff Hanneman），49歲，美國重金屬搖滾樂隊超級殺手樂團（Slayer）共同創團人兼吉他手，病逝。[3][4]
- 伊万·图里纳 ，32歲，在瑞典球隊AIK足球會效力的克羅地亞籍門將，睡夢中猝死。[5]

### 3日
- 黑澤晃，50歲，日本防衛省统合幕僚监部（总司令部）的特殊作战室室长，軍階上校，死於交通意外。[6]
- 中坊公平，83歲，日本律師聯合會前會長、整理回收機構首任社長，死於心臟衰竭。[7]
- 布兰科·武凯利奇，55岁，克罗地亚政治人物，曾任经济、劳动和企业家部部长和国防部部长，死於胰腺癌。[8]

### 4日
- 梁锡昌，78岁，中国机械工程专家，重庆大学教授，跳楼自杀身亡。[9]
- 克里斯汀·德·迪夫（法語：Christian René de Duve），比利时细胞学家与生物化学家，曾获1974年诺贝尔生理学或医学奖，安乐死。[10]
- 奥蒂斯·鲍恩（英語：Otis Bowen），95岁，美国政治人物，曾任卫生及公共服务部部长、印第安纳州州长。[11]

### 5日
- 唐存勇，61歲，國立臺灣大學海洋研究所教授，自殺身亡。[12]

### 6日
- 朱利奥·安德烈奥蒂（義大利語：Giulio Andreotti），94岁，意大利政治人物，曾先后三次任意大利总理。[13][14]
- 朴胜贤（韓語：박승현），23岁，韩国电子竞技魔兽争霸III职业选手，早年身患肌肉疾病重度残疾。[15]

### 7日
- 雷·哈利豪森（Ray Harryhausen），92歲，美國電影特效暨定格動畫大師。[16][17]
- 梅娘，本名孫嘉瑞，93岁，中國著名女作家。[18]
- 許乘睿，17歲，台灣少棒選手、台東縣成功商水棒球隊隊員，心肌梗塞造成心因性休克死亡。[19]

### 9日
- 乔治·迈克尔·利德（英語：George Michael Leader），美国政治人物，曾任宾夕法尼亚州州长。[20]
- 安德鲁·辛普森（英語：Andrew Simpson），36岁，英国帆船运动员，2008年北京奥运会冠军，训练时帆船倾覆意外身亡。[21]
- 奥塔维奥·米索尼（Ottavio Missoni），92歲[22]，意大利著名時裝品牌Missoni始創人。[23][24]
- 洪石成，65岁，台湾渔民，在出海捕鱼时于南海巴士海峡附近，被菲律宾海岸防卫队枪杀。[25]

### 11日
- 莊人亮，76歲，前中華民國空軍黑貓中隊隊員。[26]
- 夏八木勳（日語：夏八木 勲），73歲，日本男演員，死於胰腺癌病逝。[27]
- 陳中華，台灣火山學家、地球化學家，死於腦溢血。[28]
- 孙伟利，46岁，中国金融人物，华龙证券北京分公司研究发展部总经理。[29]

### 12日
- 蕭長滾，95歲，1974年擔任立德少棒隊總教練、曾任統一獅隊顧問，在台灣棒壇有「棒壇諸葛」之稱。[30]
- 愛新覺羅·瀛生，90歲，中國學者，病逝。[31]
- 尹建平（藝名康威），73歲，前邵氏演員，尹子維父親、胡燕妮丈夫。[32][33]
- 戴鹏（本名戴德馨），75歲，新加坡資深演員。[34]

### 13日
- 肯尼思·沃尔兹（英語：Kenneth Neal Waltz），88岁，美国政治学家，国际关系理论结构现实主义学派创始人。[35]
- 陆学艺，80岁，中国农村问题专家、中国社会科学院荣誉学部委员，死於心脏病突发。[36]
- 胡新和，58岁，中国科学院大学人文学院教授，期刊出版管理中心主任。[37]

### 15日
- 恩里克·佩雷拉·罗萨（葡萄牙語：Henrique Pereira Rosa），67岁，几内亚比绍共和国政治人物，曾于2003年至2005年出任总统，死於肺癌。[38]

### 16日
- 李朝欽，66歲，台灣嘉義縣農民，有「柿子大王」之美譽，93年「神農獎」得主。疑因心血管疾病發作，致車禍身亡。[39]
- 海因里希·罗雷尔（德語：Heinrich Rohrer），80岁，瑞士物理学家，曾获1986年诺贝尔物理学奖。[40]

### 17日
- 豪爾赫·拉斐爾·魏地拉，87歲，前阿根廷獨裁者，於1976年－1981年擔任該國總統，自然死亡。[41]

### 18日
- 真崎航（日語：真崎 航），29歲，日本GV男優，被譽為亞洲男同志成人片王者。因盲腸炎併發腹膜炎感染猝逝。[42][43]
- 黃順超，58歲，台北駐香港機構台北經濟文化辦事處簽證組組長。在赤柱練習划龍舟期間突然休克，經送東區醫院搶救無效宣告不治。[44]
- 南悳祐（韓語：南悳祐、남덕우），89岁，韩国政治人物，曾任总理。[45]
- 孙钟秀，77岁，中国科学院信息技术科学部院士。[46][47]

### 20日
- 李小石，58歲，台灣登山家，於世界第四高峰尼泊爾洛子峰攻頂成功下山途中，因天氣惡劣、體力不支昏迷後身亡。[48]
- 羅弼時爵士（Sir Denys Roberts），90歲，英國殖民地官員，香港首席按察司（1979年－1988年）、布政司（1976年－1978年）、輔政司（1973年－1976年）、律政司（1966年－1973年），死於腎病。[49][50][51]

### 22日
- 张轶，28岁，中国摄影记者，肝癌。其作品《挟尸要价》获得2010年中国新闻摄影金镜头奖最佳新闻照片奖。[52]
- 李·里格比（英語：Lee Rigby），25歲，英國陸軍皇家近衞團第二營軍樂隊鼓手，在2013年伍爾維奇襲擊被兩名尼日利亞裔英國穆斯林亂刀斬死。[53]

### 23日
- 茂山千作（日語：茂山 千作），93岁，日本大藏流狂言师，2007年被授予日本文化勋章，是狂言界中首位获此殊荣的狂言师，死於肺癌。[54]
- 楊煦，105歲，臺灣六龜育幼院創辦人，被譽為「原住民孤兒之父」，因多重器官衰竭在睡夢中辭世。[55]
- 相澤秀禎（日語：相澤 秀禎），原名相澤與四郎，83歲，日本太陽音樂創辦人兼會長，死於胰臟腺癌。[56]
- 詹姆斯·西斯內特，113歲，世界男性第二年長者。

### 24日
- 小池勇二郎，90歲，日本自由民主黨眾議院議員兼前防衛大臣小池百合子的生父，死於腎衰竭。[57]

### 26日
- 黛比·馬丁（英語：Debbie Martin），61歲，荷里活影星的姨母，死於乳癌。[58]
- 宋瑞樓 （Juei-Low Sung），97歲，臺灣醫學家，中華民國中央研究院第一十四屆(生命科學組)院士，死於心肺衰竭。[59][60]
- 杰克·万斯（Jack Vance），96岁，美國科幻小说家。[61]

### 27日
- 松下佳成（日語：松下 佳成），43歲，日本賽車手，在曼島參加曼島TT摩托車比賽時意外身亡。[62]
- 李里特，65岁，中国农业和食品工程科学家。[63]

### 29日
- 汤永谦，95岁，美国华人实业家，浙江大学校友，病逝。[64]
- 潮田益子（日語：潮田 益子），71歲，中國出生的日本小提琴家，因白血病在美國病逝。[65][66]
- 福蘭卡·拉梅（義大利語：Franca Rame），84歲，意大利女演員，1997年諾貝爾文學獎得主達里奧·福之妻子。[67]

### 30日
- 李长灵，82岁，北京印刷学院原学校办公室、党委办公室主任。[68]
- 吉村秀樹（日語：吉村 秀樹），46歲，日本搖滾樂隊bloodthirsty butchers結他手兼主音，死於急性心臟衰竭。[69]

### 31日
- 日普帕諾·高仕，49歲，印度電影導演，死於心肌梗塞。[70]
- 葉翎涵，台灣Channel V（今FOX娛樂台）節目《模范棒棒堂》的第一代成員簡翔棋（小馬）之妻，跳樓身亡。[71]
- 蒂姆·薩馬拉斯（Tim Samaras），55歲，美國追風者，在俄克拉荷馬州追蹤龍捲風時，連人帶車遭龍捲風拋起而身亡。[72][73]
- 保羅·薩馬拉斯（Paul Samaras），24歲，美國追風者、蒂姆·薩馬拉斯的兒子，連人帶車遭龍捲風拋起而身亡。[72]
- 卡爾·揚（Carl Young），45歲，美國追風者、氣象學家，連人帶車遭龍捲風拋起而身亡。[72]
- 珍·史塔波頓（Jean Stapleton），90歲，美國女演員，年老逝世。[74]
- 朱援朝，62歲，中國企業家，中共元老朱德之孫，前津薊高速公路董事長，死於腦幹出血。[75][76]
- 郑思競，98岁，中国人体解剖学家、医学教育家，复旦大学上海医学院教授。[77]